# Jawne (Ukraina)
Jawne (ukr. Явне) – wieś na Ukrainie w rejonie baranowskim obwodu żytomierskiego.